# Episodi di Las Vegas (prima stagione)
La prima stagione della serie televisiva Las Vegas, composta da 23 episodi, è stata trasmessa negli Stati Uniti dal canale NBC dal 22 settembre 2003 al 17 maggio 2004.
In Italia è andata in onda sul canale Fox e, in chiaro su Rai 2.
| nº | Titolo originale                       | Titolo italiano                                  | Prima TV USA      | Prima TV Italia   |
| -- | -------------------------------------- | ------------------------------------------------ | ----------------- | ----------------- |
| 1  | Pilot                                  | La città che non dorme mai                       | 22 settembre 2003 | 18 luglio 2004    |
| 2  | What Happens in Vegas, Stays in Vegas  | Quello che succede a Las Vegas resta a Las Vegas | 29 settembre 2003 | 22 settembre 2004 |
| 3  | Donny, We Hardly Knew Ye               | Conoscere Donny                                  | 6 ottobre 2003    | 29 settembre 2004 |
| 4  | Jokers and Fools                       | Truffatori e folli                               | 13 ottobre 2003   | 6 ottobre 2004    |
| 5  | Groundhog Summer                       | Estate indiana                                   | 20 ottobre 2003   | 13 ottobre 2004   |
| 6  | Semper Spy                             | Spia per sempre                                  | 3 novembre 2003   | 20 ottobre 2004   |
| 7  | Pros and Cons                          | I pro e i contro                                 | 10 novembre 2003  | 27 ottobre 2004   |
| 8  | Luck Be a Lady                         | Che fortuna essere donna                         | 17 novembre 2003  | 3 novembre 2004   |
| 9  | Year of the Tiger                      | L'anno della tigre                               | 1º dicembre 2003  | 10 novembre 2004  |
| 10 | Decks and Violence                     | Il campionato di poker                           | 15 dicembre 2003  | 17 novembre 2004  |
| 11 | Blood and Sand                         | Sangue e arena                                   | 5 gennaio 2004    | 24 novembre 2004  |
| 12 | Hellraisers and Heartbreakers          | Attaccabrighe e rubacuori                        | 12 gennaio 2004   | 1º dicembre 2004  |
| 13 | The Night the Lights Went Out in Vegas | Blackout a Las Vegas                             | 26 gennaio 2004   | 8 dicembre 2004   |
| 14 | Things That Go Jump in the Night       | Le cose che saltano la notte                     | 2 febbraio 2004   | 15 dicembre 2004  |
| 15 | Die Fast, Die Furious                  | Die Fast, Die Furious                            | 9 febbraio 2004   | 22 dicembre 2004  |
| 16 | New Orleans                            | New Orleans                                      | 16 febbraio 2004  | 5 gennaio 2005    |
| 17 | You Can't Take It with You             | Non puoi portarlo con te                         | 1º marzo 2004     | 12 gennaio 2005   |
| 18 | Nevada State                           | Penitenziario del Nevada                         | 15 marzo 2004     | 19 gennaio 2005   |
| 19 | Sons and Lovers                        | Figli e amanti                                   | 22 marzo 2004     | 26 gennaio 2005   |
| 20 | The Strange Life of Bob                | La strana vita di Bob                            | 19 aprile 2004    | 2 febbraio 2005   |
| 21 | Family Jewels                          | Gioielli di famiglia                             | 26 aprile 2004    | 9 febbraio 2005   |
| 22 | The Big Bang                           | The Big Bang                                     | 10 maggio 2004    | 16 febbraio 2005  |
| 23 | Always Faithful                        | Sempre fedele                                    | 17 maggio 2004    | 23 febbraio 2005  |